# Шахтинський район
Шахтинський район Шахтинської округи — адміністративно-територіальна одиниця, що існувала в УСРР 1923—1925 роках та у РРФСР з 1925 по 1930 роки.
Адміністративний центр — місто Шахти.

## Історія
Шахтинський район створено 1923 року у складі Шахтинську округу УСРР. 1924 року Шахтинську округу приєднано до Південно-Східної області РРФСР. З осени 1925 року Шахтинський округ перейменовано на Шахтинсько-Донецький. Південно-Східна область була перейменована на Північнокавказький край.
30 липня 1930 Шахтинсько-Донецький округ, як і більшість округів СРСР, було скасовано. Його райони відійшли у пряме підпорядкування Північнокавказькому краю.
10 січня 1934 з Північнокавказького краю було виділено Азово-Чорноморський край.